# Leo (MGM)

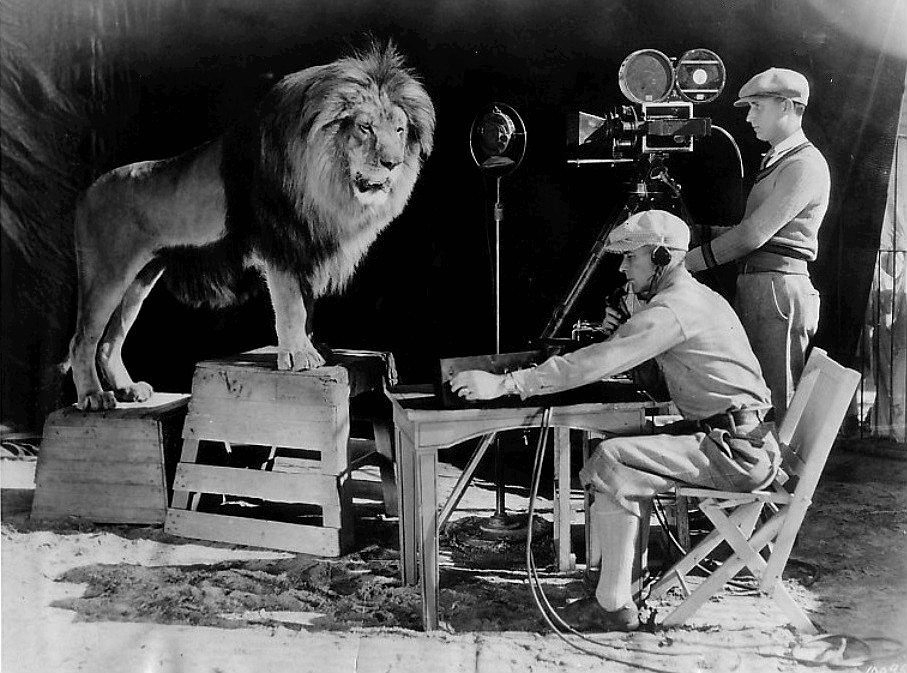
Jackie, aki 1928 és 1956 között látta el szerepét (egy 1928-as fénykép)

Leo a Metro-Goldwyn-Mayernek és annak egyik elődjének, a Goldwyn Picturesnek a kabalája. A logót Lionel S. Reiss tervezte, a Paramount Pictures művészeti igazgatójaként dolgozott.
1924 óta több oroszlán is dolgozott Leo szerepében, valójában azonban csak az 1957 óta használt példányt hívják Leo-nak. 2021 óta a stúdió egy CGI oroszlánt használ kabalaként.